# 林以宁
林以寧（1655年—1730年以後），字亞清，女，浙江錢塘人，清朝画家。
父林纶是顺治十八年進士。林以寧是洪昇表妹，嫁錢肇修為妻。擅長詩文書畫，特別是以畫梅和竹著稱。康熙四年（1665年），林以寧曾和顧玉蕊、徐燦、柴靜儀、朱柔則、錢云儀組成蕉園詩社，人稱蕉園五子。顧玉蕊是钱肇修的母亲。林以寧結婚後，鸾唱凤酬，又重組蕉園七子社，新加入張槎云、毛安芳、馮又令、顧啟姬，而徐燦和朱柔則並未加入。雍正八年（1730年）尚在世。著有《墨莊書鈔》二卷、《詞餘》一卷、《文鈔》一卷以及《芙蓉峽》和《鳳簫樓集》。